# زركون
الزِّرْكُون أو الزَّرقُون أو الزيركون أو زرجون أو الإِسْبَاذَشْت هو معدن يتألف من عناصر السيليكون والأكسجين والزركونيوم وتركيبه الكيميائي من سيليكات الزركونيوم (ZrSiO4). يحتوي الزركون على كميات قليلة من عناصر أخرى مثل الهفنيوم وعناصر أرضية نادرة. ويحتوي معدن الزركون على عناصر مشعة مثل الثوريوم واليورانيوم. وتأخذ بلورات الزركون اللون البني الضارب إلى اللون الأحمر أو الأصفر أو اللون ابلُّورات الزركون الكبيرة الحجم في صناعة الماس الاصطناعي.

## التاريخ
وصف الزركون في العصور الحديثة عام 1789 من العالم الألماني كلابروت أثناء دراسته الأحجار الكريمة المستخرجة من جزيرة سيريلانكا، وكتب بينيامين دونستاين عام 1902 يقول: (في حوالي عام 1875 وجد السيد رتشاردسن الذي يعمل مساحاً للخط الحديدي بعض الزركون الأحمر فأرسله للأختبار ظنا منه أنه ياقوت أحمر) حدث ذلك في حقول أناكي الأسترالية عندما كان يعثر على أحجار الياقوت على سطح الأرض ومنذ ذلك الحين والمنقبون يتوهمون بين الزركون الأحمر واللعل (إسبينل) والياقوت وحتى العقيق الأحمر أحيانا، ولم ينتشر استعمال الزركون بين الناس الا في الثلاثينيات من القرن العشرين ولكنه سرعان ماحظى بشعبية واسعة بفضل مايتمتع به من بريق لا يفوقه فيه سوى الألماس وخاصة النوعين الأزرق وعديم اللون.

## أنواعه
- الزركون الأبيض: وهو الصنف النقي عديم اللون من الزركون ولعله أكثر الأصناف شيوعًا ويدعى تجاريًا (ماتورا) أو (الماس ماتورا) وهو مما يعثر عليه عادة في منطقة بهذا الاسم في جزيرة سيريلانكا.
- الزركون الأزرق: شاع استعماله كثيرا في الآونة الأخيرة بين أوساط المعجبين ويذكر أن بعضه من الزركون عديم اللون وإنما اكسب زرقته بطريقة صناعية.
- الزركون الأحمر: بعضه خالص الحمرة كالياقوت فيما تميل حمرة بعضة إلى الرمادية أو البرتقالية.
- الزركون الرمادي.
- الزركون الأصفر.
- الزركون الأخضر.[14]

ويصف بعض الخبراء الزركون إلى ثلاثة أصناف تختلف عن بعضها بالصلادة والوزن والنوعي والخواص البصرية وهي:
- الزركون السامي.
- الزركون المتوسط.
- الزركون الواطئ.

ويعمد أخرون إلى وضع ألوانه الستة المذكورة في ثلاثة أصناف هي:
- الزركون الأبيض: اللالوني.
- الجارجون: يضم الأحجار الزرقاء والخضراء.
- هيانسنت: يضم الأحمر والبرتقالي والرمادي والأصفر الشفاف.[15]

## مواطنه
- جزيرة سيريلانكا: يعثر في سيريلانكا على أجود الزركون على الشواطئ النهرية في ماتورا أما مختلطا بالحصى أو الذهب.
- بورما: توجد بها سائر الأصناف وإن كانت بعض مناطق الهند الصينية تختص بالنوع الأزرق منه.
- استراليا: حيث يعثر عليه في الشواطئ بمقاطعتي تسمانيا ونيوساوث ويلز بشكل خاص.
- مدغشقر: يعثر في هذه الجزيرة على بلورات زركون كبيرة الحجم نسبيا.[13]
- البرازيل: يوجد البرازيلايث في الشواطئ البرازيلية حيث يعثر على الحجر في الرمال الشاطئية السوداء وبنسب صغيرى في الصخور النارية والجرانيت.
- الولايات المتحدة الأمريكية: في شواطئ ولاية فلوريدا.
- مصر: يعثر فيها على الأصناف العادية من الزركون مختلطة برمال الشواطئ البحرية والنهرية في رشيد ودمياط.[16]

## معرض صور

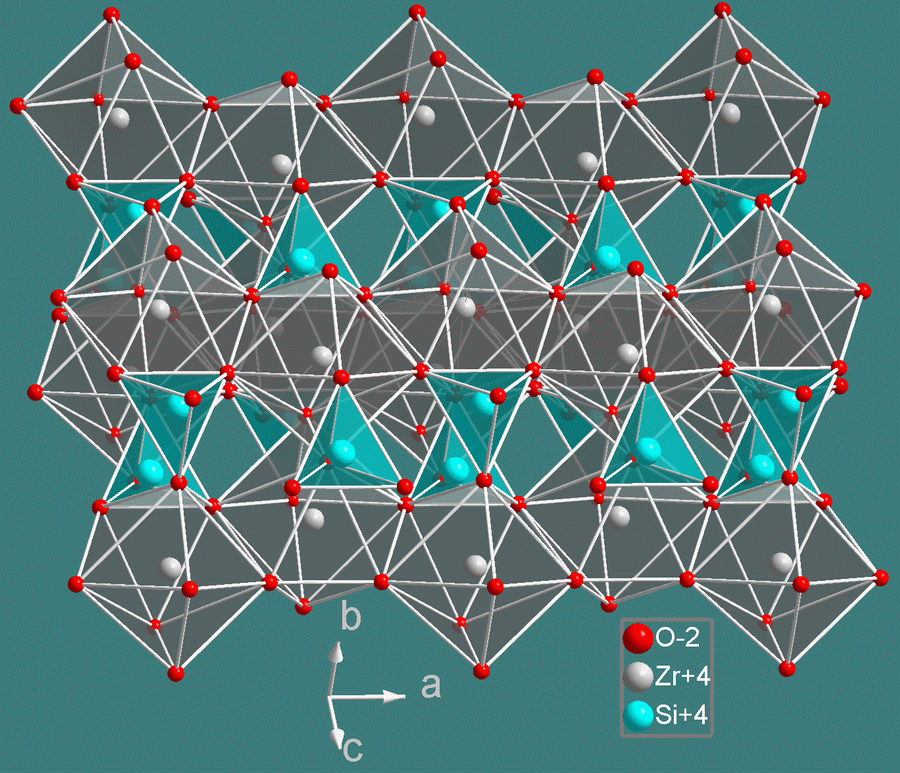
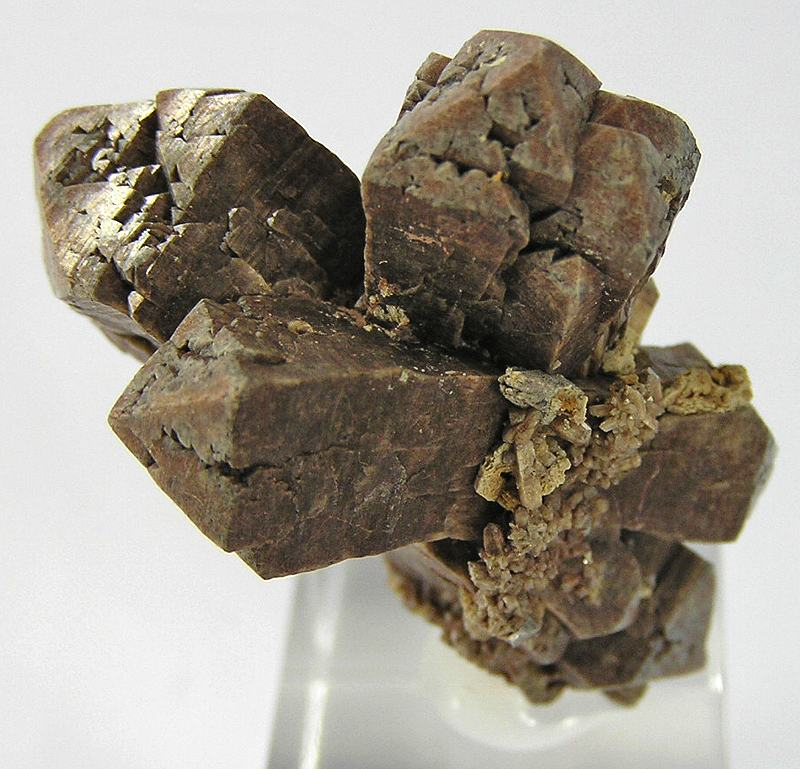
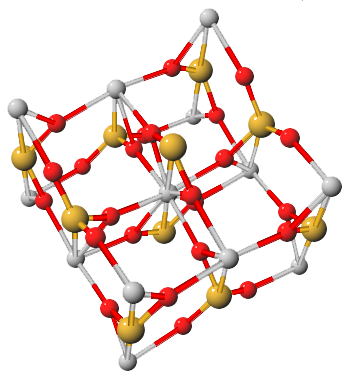
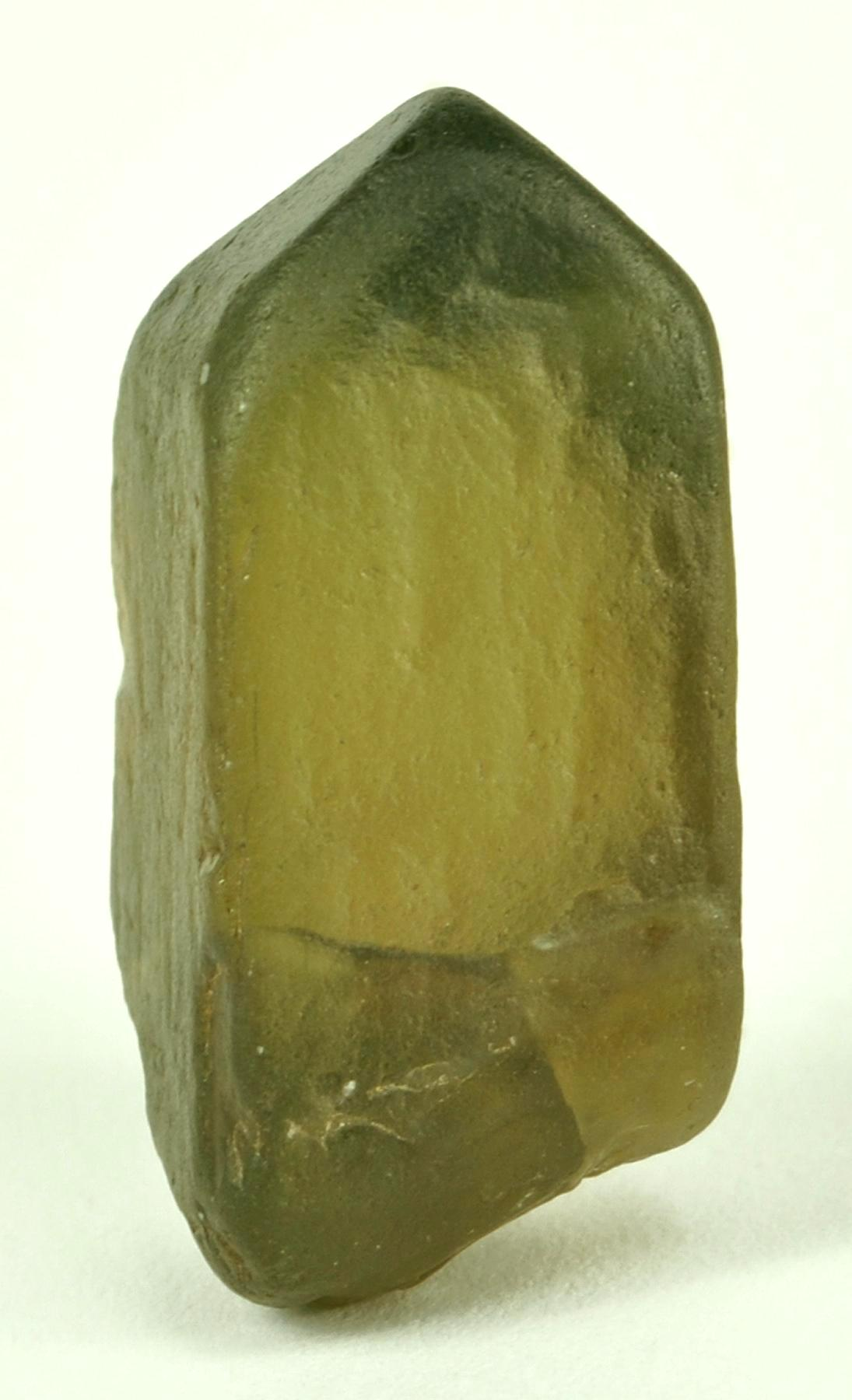
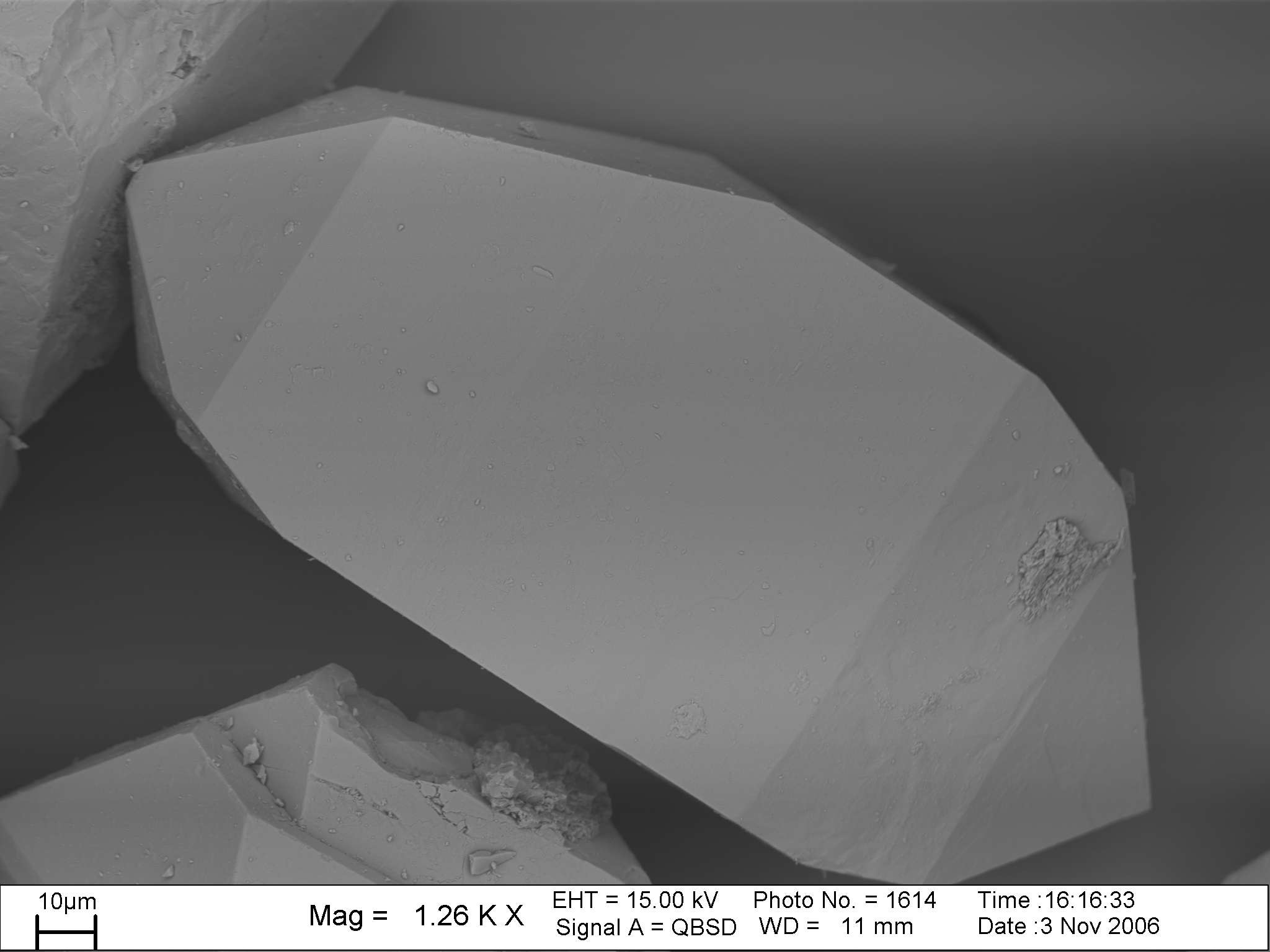